# VI symfonia Beethovena
VI symfonia F-dur op. 68 "Pastoralna" Ludwiga van Beethovena skomponowana została w latach 1807–08. Jest jedyną programową symfonią Beethovena. Opowiada o uczuciach związanych z pobytem na wsi.
Celem Beethovena nie było stworzenie muzycznej imitacji odgłosów wsi, uprawianie tzw. malarstwa dźwiękowego, lecz oddanie uczuć towarzyszących człowiekowi, który odnajduje na wsi upragnioną ciszę i spokój ducha.

## Forma

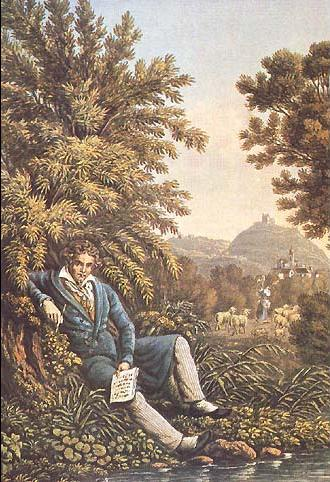
Litografia z 1834 roku przedstawiająca Beethovena w trakcie komponowania VI symfonii

Dzieło ma niestandardowy, pięcioczęściowy układ. Części III i IV następują attacca (bez żadnej przerwy po części poprzedniej).
1. Allegro ma non troppo. Obudzenie się pogodnych uczuć po przybyciu na wieś (Erwachen heiterer Gefühle bei der Ankunft auf dem Lande).
2. Andante molto mosso. Scena nad strumieniem (Szene am Bach).
3. Allegro. Wesoła zabawa wieśniaków (Lustiges Zusammensein der Landleute).
4. Allegro. Burza (Gewitter und Sturm).
5. Allegretto. Pieśń pastuszka - radosne i dziękczynne uczucia po burzy (Hirtengesänge - Frohe und dankbare Gefühle nach dem Sturm).

### I.Allegro ma non troppo. Obudzenie się pogodnych uczuć po przybyciu na wieś.
Główny temat pierwszej części pochodzi prawdopodobnie od pewnej chorwackiej melodii ludowej, być może pieśni pasterskiej. Temat ten w drugiej odsłonie dany jest obojowi, instrumentowi najbardziej zbliżonemu w dźwięku do pasterskiej fujarki.

### II.Andante molto mosso. Scena nad strumieniem.
Część drugą, Scenę nad strumieniem, przenika charakterystyczna figura smyczków (słyszalna np. na samym początku części), która sugestywnie oddaje kojący rytm leniwie płynącego strumienia. Pod koniec części drugiej Beethoven umieszcza muzyczne imitacje głosów trzech ptaków: słowika, przepiórki i kukułki. 

### III.Allegro. Wesoła zabawa wieśniaków.
W części trzeciej, Wesołej zabawie wieśniaków, wejście tematu tria ma w zamyśle Beethovena oddawać zabawną sytuację, gdy wiejscy grajkowie-basiści, obudziwszy się nagle z drzemki, zaczynają żywiołowo przygrywać, nie dbając o to, że grają coś innego, niż wcześniej. Pod koniec części muzyka znacząco przyspiesza, jak gdyby wieśniacy spiesznie kończyli zabawę, by zdążyć przed nadchodzącą burzą. Nagle taneczna melodia urywa się, a nastrój staje się niespokojny. Część czwarta następuje attacca.

### IV.Allegro. Burza.
W części czwartej, Burzy, obecne są muzyczne imitacje grzmotów i zawodzenia wiatru. Pod koniec części następuje rozpogodzenie, burza kończy się i wychodzi słońce. Jest to jeden z najpiękniejszych momentów w symfonii; róg intonuje początek nowego tematu i, znów attacca, rozpoczyna się część ostatnia, Pieśń pastuszka (...).